# Kevin Zeitler
Kevin Zeitler (* 8. März 1990 in Waukesha, Wisconsin) ist ein US-amerikanischer American-Football-Spieler auf der Position des Guards. Zurzeit steht er bei den Tennessee Titans in der National Football League (NFL) unter Vertrag. Zuvor spielte Zeitler auch für die Cincinnati Bengals, die Cleveland Browns, die New York Giants, die Baltimore Ravens und die Detroit Lions.

## College
Zeitler besuchte die University of Wisconsin–Madison und spielte für deren Mannschaft, die Badgers, zwischen 2008 und 2011 erfolgreich College Football. Er lief insgesamt 43 mal auf, 36 mal davon als Starter. Mit seinem Team konnte er gleich zweimal die Meisterschaft der Big Ten Conference gewinnen.

## NFL

### Cincinnati Bengals
Im NFL-Draft 2012 wurde Zeitler von den Cincinnati Bengals in der ersten Runde als insgesamt 27. Spieler ausgewählt. Er konnte sich sofort etablieren und kam bereits in seiner Rookie-Saison in allen Partien als rechter Starting Guard zum Einsatz. Auch die folgenden Jahre war er fixer Bestandteil der Offensive Line der Bengals.

### Cleveland Browns
Im März 2017 unterschrieb er bei den Cleveland Browns einen Fünfjahresvertrag in Höhe von 60 Millionen US-Dollar, was ihn zum bestbezahlten Guard der gesamten Liga machte.

### New York Giants
Im März 2019 wechselte er zu den New York Giants. Er war Teil eines größeren Trades, bei dem die Browns Jabrill Peppers, Zeitler und zwei Draft-Picks gegen Odell Beckham Jr. sowie Olivier Vernon tauschten. Nach der Saison 2020 entließen die Giants Zeitler.

### Baltimore Ravens
Im März 2021 unterschrieb Zeitler einen Dreijahresvertrag über 22 Millionen Dollar, davon 16 Millionen garantiert, bei den Baltimore Ravens.

### Detroit Lions
Am 19. März 2024 nahmen die Detroit Lions Zeitler unter Vertrag.

### Tennessee Titans
Im März 2025 schloss Zeitler sich den Tennessee Titans an.